# Pieter van Buuren
Pieter Adriaan (Pieter) van Buuren (Werkendam, 2 november 1788 – Meeuwen, 14 december 1847) was een Nederlandse burgemeester.

## Leven en werk
Van Buuren was een zoon van Tomas van Buren en Jacomina Boll, die mogelijk de dochter was van Adriaan Boll, de zus van Cornelis Adriaan Boll (beiden in hun tijd burgemeester van Eethen, Genderen en Heesbeen) en de tante van Hermanus Eliza Verschoor. Op 4 november 1813 trouwde Van Buuren met Adriana Margaretha Bogers uit Meeuwen. Voor zover bekend kregen zij ten minste tien kinderen.
In 1829 werd Van Buuren aangenomen als secretaris van de Brabantse gemeente Meeuwen, Hill en Babyloniënbroek.
Op 6 juli 1832 werd hij daarnaast benoemd tot burgemeester. Beide functies vervulde hij tot 1847 in welk jaar hij kwam te overlijden.
Als gemeentesecretaris werd hij opgevolgd door zijn zoon Thomas Jacominus van Buuren, die hem ongeveer 30 jaar later ook zou opvolgen als burgemeester in dezelfde gemeente.